# 梭伦

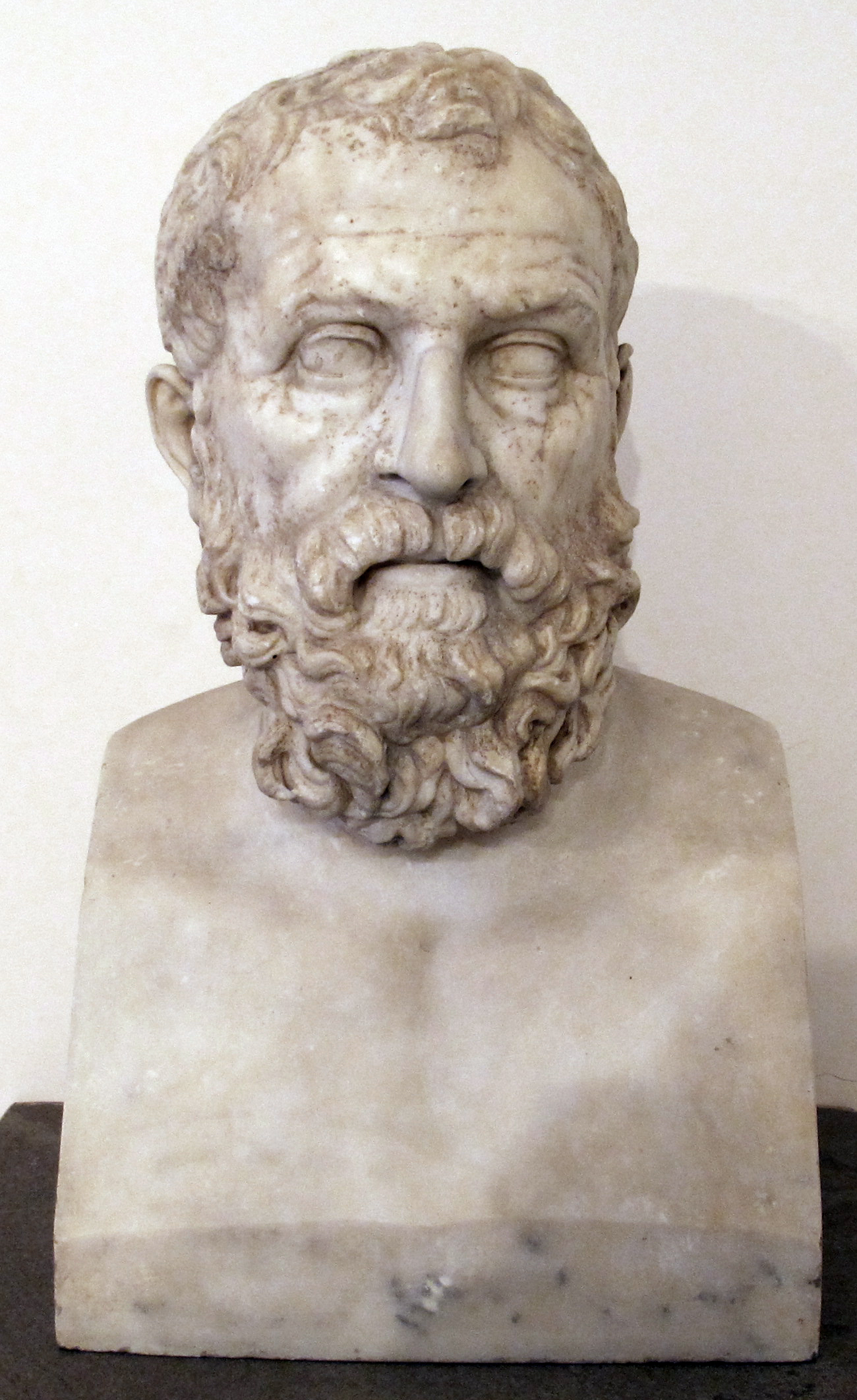
梭伦胸像

梭倫（约前638年—前559年），生于古希臘城邦雅典的沒落貴族家庭，也有人认为他出生于中产阶级，是古代雅典的政治家、立法者、詩人，古希臘七賢之一。梭倫在前594年出任雅典城邦的執政官，制定法律，進行改革，史稱“梭倫改革”。他在完成改革后，与雅典人约定十年内不准改变他的改革，而后离开雅典远游。这可能是他的改革很长一段时间内没有完全得以实施的主要原因。他在詩歌方面也有成就，詩作主要是讚頌雅典城邦及法律。

## 經濟改革
- 廢除hektemorioi（抵押）土地的標記，意味不准以土地抵押
- 廢除以人身償還債務，不准債主納借貨者為奴以抵債，且追及既往，以前被納為奴者也得自由，賣到海外者也盡量向其債主買回。
- 不准除橄欖油（前述係城邦的壟斷貿易生產品）以外的農產品出口，以杜絕糧食出口令糧價居高不下及糧食短缺的狀況（雅典盛產橄欖油，故可豁免）
- 劃一度量衡制度，與希臘較富有的城邦如科林斯等看齊，令貿易更為便利。改变雅典的铸币标准，以密切和爱琴海与小亚细亚各城邦的经济联系。
- 鼓勵工匠由海外移居雅典定居，如给予此类人雅典公民身份，以提升雅典的手工業實力。

## 政治改革
一般認爲梭倫的改革較有利工商業階層也就是中產階級的發展，但是對富人階層和窮人階層較不利。因此他的改革是一种折衷式的改革，并促進了雅典民主制的發展。但他的改革长时间无法彻底实施。直到他後來的繼任者庇西特拉圖繼承了他的改革政策，“梭倫改革”的各项改革才得以最終确立。
- 按財産的擁有量將公民分爲4個等級，其政治權力按照財産來决定。

- 五百桶戶：意指有五百「模底」（medimnoi）的人，即其地產可生產五百個模底以上農產品的人。
- hippeis：意指騎士，即有能力飼養一隻馬的人，其地產可生產三百至五百個模底農產品的人，他們在戰爭時擔當騎兵。以上两阶层的人有资格担任城邦执政官。
- zeugitai：套軛的人，即有軛牲的階級，意指可套上雙軛，穿上裝甲擔當步兵的人，又或者代表可提供一對上軛公牛的人，其地產可生產二百至三百個模底的農產品，他們在戰爭時擔當重甲步兵（Hoplite）。这一阶层的人可以参选四百人會議。
- thetes：意指雇工階級，其收入不足二百個模底，至少有半數以上的公民隸屬於此一階級，在戰爭時擔當輕裝步兵及艦隊槳手。这一阶层的人参与公民大会。

- 廢除德拉古制定的殘酷法律，只保留關於謀殺的部分。
- 在戰神山會議之外設立四百人會議管理城邦。
- 每一個階級的公民皆可任陪審員。